# Internationale Filmfestspiele von Venedig 2000

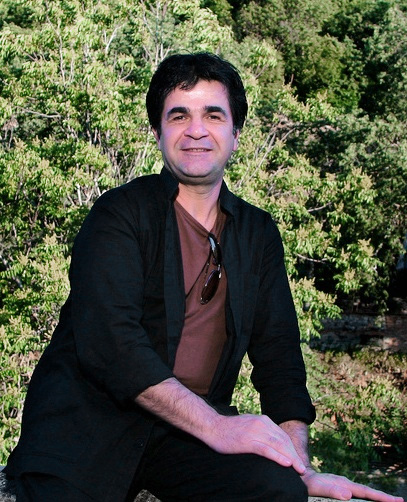
Jafar Panahi gewann in diesem Jahr den Goldenen Löwen

Die 57. Internationalen Filmfestspiele von Venedig fanden vom 30. August bis zum 9. September 2000 statt.
Für den Wettbewerb wurde folgende Jury berufen: Miloš Forman (Jurypräsident), Jennifer Jason Leigh, Samira Makhmalbaf, Tahar Ben Jelloun, Giuseppe Bertolucci, Claude Chabrol und Andreas Kilb.

## Wettbewerb
Am Wettbewerb des Festivals nahmen folgende Filme teil:
| Filmtitel                  | Regisseur             | Produktionsland                                   | Darsteller (Auswahl)                               |
| -------------------------- | --------------------- | ------------------------------------------------- | -------------------------------------------------- |
| 100 Schritte               | Marco Tullio Giordana | Italien                                           | Luigi Lo Cascio, Luigi Maria Burruano, Lucia Sardo |
| Before Night Falls         | Julian Schnabel       | USA                                               | Javier Bardem, Olivier Martinez, Johnny Depp       |
| Comédie de l’innocence     | Raúl Ruiz             | Frankreich                                        | Isabelle Huppert, Jeanne Balibar                   |
| Denti                      | Gabriele Salvatores   | Italien                                           | Sergio Rubini, Anouk Grinberg                      |
| Dr. T and the Women        | Robert Altman         | USA, Deutschland                                  | Richard Gere, Helen Hunt, Farrah Fawcett           |
| O Fantasma                 | João Pedro Rodrigues  | Portugal                                          | Ricardo Meneses, Beatriz Torkato                   |
| Die Frau des Chefs         | Xavier Beauvois       | Frankreich                                        | Benoît Magimel, Nathalie Baye                      |
| Freedom                    | Šarūnas Bartas        | Frankreich, Portugal, Litauen                     | Valentinas Masalskis, Axel Neumann                 |
| In stürmischen Zeiten      | Sally Potter          | UK, Frankreich                                    | Christina Ricci, Cate Blanchett, Johnny Depp       |
| Der Japaner und die Göttin | Clara Law             | Australien                                        | Rose Byrne, Rikiya Kurokawa                        |
| Der Kreis*                 | Jafar Panahi          | Iran, Italien, Schweiz                            |                                                    |
| Liam                       | Stephen Frears        | UK, Deutschland, Frankreich                       | Ian Hart, Claire Hackett                           |
| La lingua del santo        | Carlo Mazzacurati     | Italien                                           | Antonio Albanese, Fabrizio Bentivoglio             |
| Liulian piao piao          | Fruit Chan            | Hongkong, Frankreich, China                       | Hailu Qin, Wai-Fan Mak                             |
| Die Madonna der Mörder     | Barbet Schroeder      | Spanien, Frankreich, Kolumbien                    | Germán Jaramillo, Anderson Ballesteros             |
| Palavra e Utopia           | Manoel de Oliveira    | Spanien, Italien, Frankreich, Brasilien, Portugal | Lima Duarte, Luís Miguel Cintra                    |
| Il partigiano Johnny       | Guido Chiesa          | Italien                                           | Stefano Dionisi, Andrea Prodan                     |
| Die schöne Uttara          | Buddhadeb Dasgupta    | Indien                                            | Jaya Seal                                          |
| Seom – Die Insel           | Kim Ki-duk            | Südkorea                                          | Suh Jung, Kim Yoo-suk                              |
| Platform                   | Jia Zhangke           | Hongkong, China, Japan, Frankreich                | Hongwei Wang, Tao Zhao                             |

* = Goldener Löwe

## Preisträger

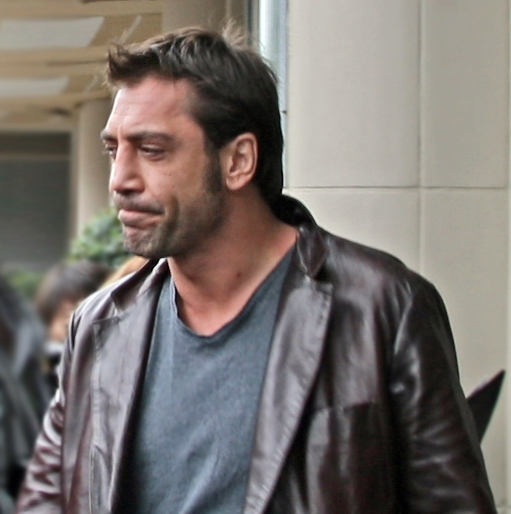
Javier Bardem gewann den Preis des besten Darstellers

| Preis                                                   | Film                       | Preisträger                                         |
| ------------------------------------------------------- | -------------------------- | --------------------------------------------------- |
| Goldener Löwe (bester Film)                             | Der Kreis                  | Jafar Panahi                                        |
| Spezialpreis der Jury                                   | Before Night Falls         | Julian Schnabel                                     |
| Coppa Volpi (bester Darsteller)                         | Before Night Falls         | Javier Bardem                                       |
| Coppa Volpi (beste Darstellerin)                        | Der Japaner und die Göttin | Rose Byrne                                          |
| Regiepreis                                              | Die schöne Uttara          | Buddhadeb Dasgupta                                  |
| Drehbuchpreis                                           | 100 Schritte               | Claudio Fava, Marco Tullio Giordana, Monica Zapelli |
| Marcello-Mastroianni-Preis (bester Nachwuchsdarsteller) | Liam                       | Megan Burns                                         |
| Leone Speciale für sein Lebenswerk                      |                            | Clint Eastwood                                      |

## Weitere Preise
- Bester Kurzfilm: A Telephone Call for Genevieve Snow von Peter Long (Australien)
- Luigi De Laurentiis Award: Voltaire ist schuld (La faute à Voltaire) von Abdel Kechiche
- FIPRESCI-Preis: Der Kreis von Jafar Panahi (Bester Film); Thomas ist verliebt von Pierre-Paul Renders (Bester Debütfilm)
- OCIC Award: Liam von Stephen Frears
- UNICEF Award: Der Kreis von Jafar Panahi